# 세종문화회관
세종문화회관(世宗文化會館, Sejong Center for the Performing Arts)은 대한민국 서울특별시 종로구 세종대로 175 (세종로 81-3)에 위치한 53,202m²크기의 종합 예술 시설이다.

## 연혁
일제강점기에는 현재 서울시의회 건물로 사용되는 경성부민관이 종합 예술 시설로써 기능하였다. 광복 이후 1961년 11월에 준공·개관한 시민회관이 그 뒤를 이었으나, 1972년 말 화재로 소실되었다. 이에 서울특별시에서 대규모 종합 공연장을 세울 계획을 마련하고 1974년 1월에 착공했다.
1978년 4월 14일 준공과 동시에 개관되었고, 남북 통일시 회의장 사용을 염두에 두고 지은 3,800석 이상의 대극장과 532석의 소극장 등 당시 최대 규모의 시설을 갖추어 화제가 되었다. 하지만 1980년대에 예술의 전당 등 다른 종합 공연장들이 개관하면서 입지가 약해지기 시작했고, 서울특별시 측의 안이한 운영 체계에 문제점이 있다는 지적도 끊임없이 계속되었다.
결국 1999년에 재단법인 공연장으로 독립했고, 2003년부터 약 1년 2개월가량 노후화된 대극장의 보수와 개축 작업이 이루어졌다. 2006년에는 세종 체임버홀이 개관되었고, 소극장도 보수·개축을 거쳐 2007년에 세종 M씨어터로 재개관했다. 역시 2007년에 문을 연 예술아카데미에서는 음악과 영화, 미술 등 예술 각 분야에 걸친 대중 강의가 열리고 있다.

## 시설
2001년에는 대통령 비밀 안가로 사용되던 삼청각이 전통예술 공연장으로 개축되어 일반인들에게 공개되면서 현재까지도 세종문화회관이 운영하고 있다. 한때 2005년 8월부터 2009년 7월까지 파라다이스 그룹으로 운영권이 넘어가 사설 공연장이 되었었다.
- 전국기준 도로원표

전국 시·군간의 거리를 측정하는 기준점이 세종로 네거리 (교보빌딩앞 네거리 중심점)에 있는데 네거리중심점은 차도여서 조형물을 설치할 수 없으므로 그 곳에는 도로노면과 같게 동판으로 도로원점 (眞위치)임을 알리는 표식을 설치하여 관리하고, 세종문화회관앞에 별도로 조형물을 설치하여 도로원표 (진표위치)에 대하여 설명하고 있다.
- 세종대극장

모든 장르의 공연을 담아낼 수 있는 종합 예술 공간인 세종대극장은 첨단 시설을 갖춘 세계적 수준의 공연장으로 1~3층에 걸쳐 3,022석의 객석을 갖추고 있고, 1~2층 객석의자와 3층 벽면에 부착된 국내 유일의 LCD 모니터를 통해 공연자막과 동영상 서비스를 제공하고 있다. 특히 최신 음향 장치를 설비하여 객석 구석구석까지 소리가 잘 전달되는 탁월한 음향 수준을 구현했다. 또한 무대 전환을 도와주는 배튼이 102개가 설치되어 전환 속도가 빨라 역동적인 무대를 만들어 낼 수 있다. 클래식뿐만 아니라 다양한 장르를 소화해 낼 수있는 다목적홀로 해외 유명 연주자들도 찬사를 보내는 세계적 수준의 공연장이라고 한다.
- 세종M시어터(중극장)

종합구성물 전문 공연장인 세종M시어터는 2007년 재개관했다. 무대, 음향, 조명, 객석, 로비, 편의시설 등을 전면 교체하여 완전히 새로운 모습으로 단장했다. 1~3층에 걸쳐 609석 내외의 규모를 갖추고, 사이드 발코니석이 신설되어 아늑한 공연장 분위기를 조성했다. 무대장치의 변환이 많고 음악과 무용, 연기가 어우러지는 종합구성물에 맞추어 공연 장르마다 최상의 무대를 구현할 수 있다. 최첨단 시설과 음향 구현으로 뮤지컬, 연극, 오페라 등 공연예술의 요람으로서 자리매김하게 될 것이라고 한다.
- 세종체임버홀

세계 정상급 어쿠스틱 음향을 자랑하는 실내악 전문홀인 세종체임버홀은 2006년 8월 새롭게 문을 열었다. 실내악 또는 독주, 독창회 등에 적합한 최적의 음향환경을 갖춘 전문공연장이다. 각종 회의, 강연 등이 주로 열리던 컨벤션센터를 기존의 시설과는 완전히 차별화되는 공연장 기능 구현에 중점을 두고 리모델링하여 세계적으로도 손색없는 훌륭한 전문 공연장으로 새롭게 태어났고, 공연장이 하나의 울림통이 되어 숨소리 하나까지 전달하는 국내 최고의 클래식 전문홀이다.

- 세종S시어터(소극장)

세종문화회관 개관 40주년을 기념하여 2018년 11월에 새로 개관한 실험용무대 성격의 소극장으로, 객석과 무대간의 경계를 허물고 자유 실험형 연극을 한계를 넘는 공연이 가능하다. 세종S시어터는 45평가량의 전문 연습실도 보유, 300석 내외의 규모의 객석의 가변형 공연장으로, 연출 형태에 따라서 다양한 공연이 가능하다는 장점이 있다.
- 세종예술아카데미

세종예술아카데미는 하이앤드 오디오 시스템이 갖춰진 50명 규모의 원형 강의실과 작은 무대가 있는 100명 규모의 사각형 강의실로 구성되어 있다. 원형 강의실은 특히 객석이 이동형으로 설치되어 다양한 공간 구성과 교육프로그램 기획이 가능하도록 조성되어 있다. 문화예술공연 및 전시를 보다 쉽게 접근할 수 있도록 클래식 이론 및 감상 강좌, 오페라, 미술, 건축 등 다양한 장르의 문화예술강좌를 마련하고 있다.

## 상주 단체
서울특별시 소속인 서울시국악관현악단, 서울시 청소년 국악 관현악단, 서울시 합창단, 서울시 소년소녀 합창단, 서울시발레단, 서울시 무용단, 서울시 뮤지컬단, 서울시 극단과 서울시 오페라단이 상주 단체로 활동하고 있다. 회관과는 별도의 재단법인체가 되어 독립한 서울 시립 교향악단도 대극장을 주요 공연장으로 사용하고 있다.

## 같이 보기
- 세종대왕 동상
- 광화문역